# Beauvais-sur-Matha
Beauvais-sur-Matha är en kommun i departementet Charente-Maritime i regionen Nouvelle-Aquitaine i västra Frankrike. Kommunen ligger  i kantonen Matha som ligger i arrondissementet Saint-Jean-d'Angély. År 2022 hade Beauvais-sur-Matha 654 invånare.

## Befolkningsutveckling
Antalet invånare i kommunen Beauvais-sur-Matha
Referens:INSEE